# Otto Grim
Otto Grim (* 22. Dezember 1911 in Groißenbrunn; † 21. Juni 1994 in Hamburg-Meiendorf) war ein österreichischer Schiffbauingenieur und Hochschullehrer an der Universität Hamburg.

## Ausbildung und Beruf

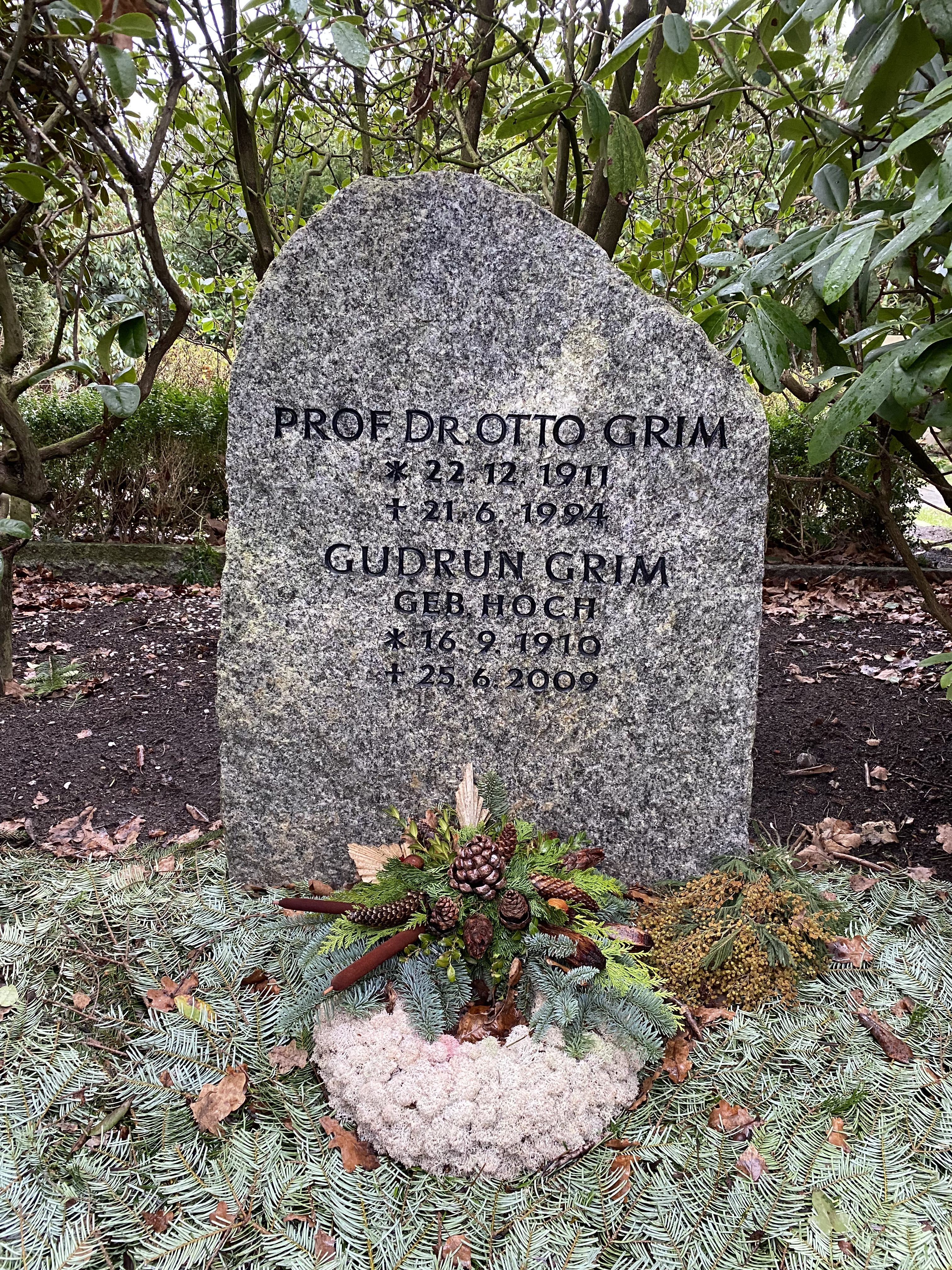
Grabstätte auf dem Friedhof Bergstedt

Grim besuchte die Technisch-gewerbliche Bundeslehranstalt in Mödling – heute Höhere Technische Bundeslehr- und Versuchsanstalt (HTBLVA) – und schloss 1929 mit der Matura ab. Das anschließende Studium des Schiffbaus und Schiffmaschinenbaus an der Technischen Hochschule Wien führte nach dem Staatsexamen 1934 zum Titel Ingenieur. Nach  anfänglicher Arbeitslosigkeit fand er erst 1936 Arbeit in seinem Beruf bei der Kriegsmarinewerft in Wilhelmshaven. Seine nächste berufliche Station war das Oberkommando der Kriegsmarine in Berlin; Grim hatte hier Fragen von Schwingungen und Vibrationen zu bearbeiten. Nach der Prüfung als Baumeister 1939 folgte 1940 die Ernennung zum Marinebaurat mit Zuständigkeit für den Entwurf kleiner U-Boote. Nach einer U-Boot-Fahrt wurde er 1945 in Norwegen in Kriegsgefangenschaft genommen; ab Oktober befand er sich in französischer Gefangenschaft. In den Jahren 1947 bis 1949 bearbeitete Grim in Kressbronn am Bodensee  Konstruktionsaufgaben für die französische Marine.
Zur Hamburgischen Schiffbau-Versuchsanstalt HSVA kam Otto Grim 1950. Die Arbeit, die 1953 zu seiner Promotion zum Dr.-Ing. führte, wurde von Georg Weinblum mit euphorischen Worten gelobt. Die Arbeit hatte die hydrodynamischen Kräfte bei Tauchvorgängen zum Thema; sie war die erste erfolgreiche Dissertation im Fach Schiffbau an einer deutschen Hochschule nach dem Zweiten Weltkrieg. Seine Habilitation erreichte Grim 1957, 1962 erhielt er Georg Weinblums Lehrstuhl für Schiffstheorie an der Uni Hamburg. Neben seiner Lehr- und Forschungstätigkeit an der Universität blieb Grim bei der HSVA und fungierte von 1969 bis 1974 als ihr Leiter. Von 1964 bis 1967 war Grim Direktor des Instituts für Schiffbau der Universität Hamburg.
Ab März 1978 war Grim im Ruhestand. Er verstarb 82-jährig in Hamburg und wurde auf dem Friedhof Bergstedt beigesetzt.

## Arbeitsgebiete und Leistungen
Zu Beginn seiner Karriere befasste sich Grim mit der Konstruktion von U-Booten für die deutsche Kriegsmarine. Für die französische Marine bearbeitete er nach dem Krieg Fragen der Schiffsfestigkeit im U-Bootbau. Seine spätere Arbeit betrifft unterschiedliche schiffstheoretische und praktische Fragestellungen.  Zu Beginn seiner Tätigkeit bei der HSVA waren das Probleme des Manövrierens auf See, die Vibrationen von Schiffen, die Schiffssicherheit in unruhiger See. Dabei entwickelte er neue Verfahren der Berechnung und ersann technische Neuerungen. Drei können als bedeutsamste genannt werden.

### Grimsche Ersatzwelle
Für die Schiffssicherheit ist die Berechnung der Wirkung eines unregelmäßigen Seegangs auf das Schiff von großer Bedeutung. Es handelt sich um eine komplexe Aufgabe, die durch Grims Methode der Effektiven Welle vereinfacht werden kann. Die statistisch ermittelte Seegangskontur auf der Länge des Schiffes wird durch eine regelmäßige Einzelwelle ersetzt. Mathematisch geschieht dies über die Minimierung des Integrals über die quadrierten Abstände zwischen Seegangprofil und hypothetischer Welle. Die so ermittelte Ersatzwelle gibt die Hebelwirkungen auf das Schiff in guter Annäherung wieder. Der Rechenaufwand insbesondere für komplexe Seegänge kann mit dieser Methode erheblich verringert werden. Zur Zeit der Vorstellung 1961 durch Grim standen noch nicht genügend Rechnerkapazitäten zur Verfügung  die Methode gewinnbringend einzusetzen. Später wurde sie von Heinrich Söding und P. Kröger fortentwickelt und im Computerprogramm ROLLS implementiert. Die Grimsche Ersatzwelle wurde bei ihrer Vorstellung von Grim als Effektive Welle bezeichnet. In der Literatur findet sich auch die Bezeichnung Äquivalenzwelle.

### Grimsche Welle
Schiffsvibrationen können durch die strömungsbedingt unterschiedlichen Widerstände, die die Propellerblätter in ihren verschiedenen Stellungen im Wasser erfahren, ausgelöst werden. Es entstehen mit der Rotation wechselnde Kräfte am Propeller, die über die Propellerwelle auf den Schiffsrumpf wirken. Die von Grim vorgeschlagene und erprobte Lösung ist die so genannte Grimsche Welle. Es handelt sich um eine im Stevenrohr elastisch gelagerte Welle. Durch diese Anordnung wird die Welle weitgehend vom Rumpf entkoppelt. Die in Frage stehenden Kräfte führen bei der Grimschen Welle anstelle von Schiffsvibrationen zu einer Beschleunigung des Propellers. Nachteile sind eine Unwucht des Propellers und eine größere Baulänge der Anordnung. Die Grimsche Welle hat an Bedeutung verloren, da an Propellern heutiger Bauart weniger strömungsbedingt wechselnde Kräfte auftreten. Darüber hinaus haben aufgrund der heute höheren Schiffsgeschwindigkeiten Druckschwankungen an der Schiffsaußenhaut gegenüber den oszillierenden Propellerkräften an Bedeutung für Schiffsvibrationen gewonnen.

### Grimsches Leitrad
Bei dem Grimschen Leitrad handelt es sich um ein freidrehendes antriebsloses Rad hinter dem Antriebspropeller des Schiffes. Es nimmt die Energie des Propellerstrahls auf, setzt sie in Rotation um und liefert so zusätzlichen Schub für das Schiff. 1980 wurde ein Leitrad auf dem neuen Forschungsschiff Gauss montiert. Die kommerzielle Verwertung begann 1983. Ein Grimsches Leitrad wurde auf der Queen Elizabeth 2 eingesetzt, jedoch später wieder demontiert. Probleme mit der Festigkeit des Systems führten dazu, dass das Grimsche Leitrad heute kaum noch eingesetzt wird. Auf der Gauss war es noch nach Jahrzehnten in Betrieb.

## Auszeichnungen
- Denkmünze für Verdienste um den Deutschen Schiffbau der Schiffbautechnischen Gesellschaft, VTG in Silber 1959, in Gold 1986
- Karmarsch-Denkmünze der Hannoverschen Hochschulgemeinschaft, 1979
- Bundesverdienstkreuz am Bande, 1982
- Ehrendoktorwürde der RWTH Aachen, 1982
- Diesel-Medaille in Silber des Deutschen Instituts für Erfindungswesen, DIE, 1986[1][3]

## Schriften
Die Festschrift der Technischen Universität Hamburg zu seinem 100. Geburtstag enthält eine Liste von Schriften Grims. Viele seiner Forschungsergebnisse erschienen im Jahrbuch der Schiffbautechnischen Gesellschaft (STG).
Eine kleine Auswahl von Grims Arbeiten:
- Das Schiff in von achtern auflaufender See. In: Jahrbuch der Schiffsbautechnischen Gesellschaft (STG), Bd. 45, 1951, ISSN 0374-1222,  S. 263–287 (PDF, bereitgestellt von der TH Delft)
- Berechnung der durch Tauchschwingungen eines prismatischen Körpers erzeugten hydrodynamischen Kräfte. Technische Hochschule Hannover 1953 (Dissertation)
- Lagerung der Propellerwelle in einem elastischen Stevenrohr. In: Jahrbuch der Schiffbautechnischen Gesellschaft (STG), Bd. 54, 1960, ISSN 0374-1222, S. 106–116
- Beitrag zu dem Problem der Sicherheit des Schiffes im Seegang. In: Schiff + Hafen, Nr. 6, 1961, ISSN 0036-603X, S. 191–201 (PDF, bereitgestellt von der TU Delft)
- Propeller und Leitrad. In: Jahrbuch der Schiffbautechnischen Gesellschaft (STG), Bd. 60, 1966, ISSN 0374-1222, S. 211–255 (PDF, bereitgestellt von der TU Hamburg)